# Parafia Najświętszej Maryi Panny Królowej Polski w Krośnie
Parafia Najświętszej Maryi Panny Królowej Polski w Krośnie-Polance – rzymskokatolicka parafia należąca do dekanatu Krosno I, w archidiecezji przemyskiej.

## Historia
Wieś Polanka była wzmiankowana w 1399 roku jako własność Dzieżka z Polanki. 
5 lutego 1927 roku dekretem bpa Anatola Nowaka została erygowana parafia w Polance, z wydzielonego terytorium parafii Jedlicze. W latach 1927–1928 zbudowano drewniany kościół w stylu „gotyku nadwiślańskiego”, według projektu prof. Mariana Osińskiego. 21 października 1928 roku bp Anatol nowak dokonał konsekracji kościoła. W 1944 roku kościół uległ częściowemu zniszczeniu, ale po wojnie go wyremontowano. 
W 1961 roku Polanka została włączona w skład miasta Krosna.
Proboszczowie parafii:
1927–1949. ks. Stanisław Decowski.
1949–1974. ks. Franciszek Kojder.
1974–2007. ks. prał. Tadeusz Buchowski.
2007–2018. ks. prał. Jan Kutyna.
2018– nadal ks. prał. Mirosław Grendus.

## Terytorium parafii
Na terenie parafii jest 4 450 wiernych mieszkających przy ulicach: Baczyńskiego, Batalionów Chłopskich, Curie-Skłodowskiej, Bolesława Chrobrego, ks. Decowskiego, Jesionowa, Krótka, Kruczkowskiego, Kryształowa, Maczka, Platynowa, ks. J. Popiełuszki, Rayskiego, Szklarska, Zręcińska. 

## Znani wikariusze
- W latach 1974–1979 wikariuszem parafii był ks. Edward Białogłowski, późniejszy biskup pomocniczy przemyski i rzeszowski.
- W latach 1979–1984 wikariuszem parafii był ks. Tadeusz Biały, późniejszy duszpasterz młodzieży, wykładowca w seminarium duchownym i redaktor niedzieli przemyskiej[12].